# Zirahuato de los Bernal
Zirahuato de los Bernal es una localidad del estado mexicano de Michoacán. Es parte del municipio de Zitácuaro.

## Toponimia
El nombre «Zirahuato» proviene de los términos en purépecha: tzira, frío; huata, cerro; o, locativo. Su significado es «Cerro frío». El nombre «los Bernal» rinde homenaje a los hermanos Félix y Arturo Bernal, militares partícipes de la segunda intervención francesa en México en favor del bando republicano.

## Demografía
| Gráfica de evolución demográfica |
|                                  |

| Censo | Población |
| ----- | --------- |
| 1900  | 1511      |
| 1910  | 1766      |
| 1921  | 815       |
| 1930  | 967       |
| 1940  | 789       |
| 1950  | 651       |
| 1960  | 1494      |
| 1970  | 2341      |
| 1980  | 1477      |
| 1990  | 1978      |
| 2000  | 2230      |
| 2010  | 2075      |
| 2020  | 2297      |